# El Tránsito, Mexiko
El Tránsito är en ort i Mexiko.   Den ligger i kommunen Querétaro och delstaten Querétaro Arteaga, i den centrala delen av landet, 210 km nordväst om huvudstaden Mexico City. El Tránsito ligger 2 196 meter över havet och antalet invånare är 212.
Terrängen runt El Tránsito är huvudsakligen kuperad, men den allra närmaste omgivningen är platt. Runt El Tránsito är det ganska tätbefolkat, med 207 invånare per kvadratkilometer. Närmaste större samhälle är Comonfort, 19,6 km väster om El Tránsito. I omgivningarna runt El Tránsito växer huvudsakligen savannskog.